# Guich
Un guich est, historiquement au Maroc, une tribu mettant sa force militaire au service de l'État marocain (le « makhzen ») en échange de terres dont ils deviennent co-usufruitiers, à parts égales, avec l'État ; il en a résulté un statut foncier particulier. Le terme « guich » est dérivé du mot jich ou jaych, qui signifie « groupe armé », ou « armée ».

## Histoire
Selon une étude de la FAO : « Le guich est un phénomène très ancien au Maroc. Pour s'assurer des contingents fidèles, les sultans avaient réparti la plupart des terres entourant les grandes villes du Maroc entre un certain nombre de tribus dites guich, par altération du terme djich (troupe armée). »

Les tribus Guich, littéralement les tribus soldats, sont des groupes privilégiés établis par les sultans à la limite du pays soumis et des régions dissidentes. En contre partie de cet état de mobilisation permanente, en général à but défensif, mais parfois aussi offensif, la tribu recevait la concession d'un territoire agricole divisé sur le plan de l'organisation militaire en régiments, companies et sections (Reha, Mia, Rabba).
Ce système fut inventé au XVIe siècle par les sultans de la dynastie Saadienne qui font appel à des tribus arabes, Maakile, Ouled Jerar, Ouled Metaa Et qu'elles furent organisées en tribus "Guich" ou "Makhzen".
Au XVIIe siècle, le sultan Alaouite Moulay Ismaël conserva l'institution du Guich en lui donnant une grande extension.
Les tribus guich de Marrakech sont composées de tribus arabes et de tribus berbères dont:
- M'Nabha
- Ouled Dlime
- Harbil
- M'Rabtine
- Chaidma
- Tassoultante
- Askejour
- Ida ou blal
- Oudaya
- Ouled sidi cheikh
- Sâada
- Tamesguelft
- Ait Imour
- Tekna
- Aghouatim

## Statut foncier
Selon Abderrahim El Bouhmidi (professeur d'université spécialiste du droit rural, de l'université Hassan-II) : « Les terres guich, suivant la définition jurisprudentielle, relèvent du domaine éminent du Souverain, eu égard à la relation directe entre la tribu et le sultan. [...] Les tribus guich ont un droit d'usufruit perpétuel sur les terrains qui leur ont été attribués en compensation du service militaire rendu. L’exemple le plus connu de ces terres est le guich des Oudaya (plus de 400 ha) sur lequel le nouveau quartier Ryad de Rabat a été édifié. », le restant relevant de nos jours de la commune de Témara[réf. souhaitée].